# Garbagnate Milanese
Garbagnate Milanese é uma comuna italiana da região da Lombardia, província de Milão, com cerca de 27.293 habitantes. Estende-se por uma área de 8 km², tendo uma densidade populacional de 3412 hab/km². Faz fronteira com Caronno Pertusella (VA), Cesate, Lainate, Senago, Arese, Bollate, Baranzate.

## Demografia
| Variação demográfica do município entre 1861 e 2011                               |
|                                                                                   |
| Fonte: Istituto Nazionale di Statistica (ISTAT) - Elaboração gráfica da Wikipedia |